# 官山镇 (睢宁县)
官山镇，是中华人民共和国江苏省徐州市睢宁县下辖的一个乡镇级行政单位。

## 行政区划
官山镇下辖以下地区：
官山社区、龙山社区、汤集社区、大吕社区、吴桥社区、黄圩社区、窦庄村、岳店村、赵山村、荆山村、张山村、张洪村、宋山村、水张村、张集村、前黄村、楼张村、田李村、杨怀村、灯塔村、联合村、曙光村、三烈村和魏楼村。